# Art de Rue
Art de Rue – drugi studyjny album francuskiego zespołu hip-hopowego Fonky Family, którego premiera odbyła się w marcu 2001 roku. Wydawnictwo ukazało się nakładem wytwórni muzycznej Sony Music.
Płytę wyprodukowali członkowie grupy: Pone, Le Rat Luciano oraz DJ Djel. Album debiutował na 2. miejscu listy SNEP we Francji.

## Lista utworów
Źródło.
1. "Art De Rue" - 5:12
2. "Les Miens M'Ont Dit" - 2:26
3. "Imagine" - 4:11
4. "Mystère Et Suspense" - 5:31
5. "Nique Tout" - 5:03
6. "Petit Bordel" (Chór: Faby Medina) - 2:44
7. "Entre Deux Feux" (Chór: Faby Medina) - 3:53
8. "Djel & Pone" - 1:51
9. "Filles, Flics, Descentes" - 4:00
10. "Tonight" (Chór: Faby Medina) -  4:32
11. "Histoire Sans Fin" - 4:53
12. "On S'Adapte" - 3:26
13. "Haute Tension" - 4:44
14. "Dans La Légende" - 4:07
15. "On Respecte Ca" - 4:12
16. "Check 1, 1, 1" (Chór: Faby Medina) - 2:20
17. "Esprit De Clan" - 6:30
18. "Untitled" (utwór dodatkowy) - 3:00